# Форте, Кармен
Кармен Форте́ (фр. Carmen Forté, иногда Форте-Же, фр. Forté-Gex, с добавлением фамилии мужа; 1886 — 1964) — французская скрипачка.
Окончила Парижскую консерваторию (1901), ученица Огюстена Лефора.
Начала концертную карьеру с серии парижских выступлений 1904 года в дуэте с Жанной Бланкар, заслужив сдержанное одобрение критики (более благоволившей пианистке, чем скрипачке). В то же время для либреттиста и композитора Оже де Лассю Форте оказалась символом феминизации и умаления скрипичного искусства: «[теперь] наша скрипачка в корсете и зовётся мадемуазель Кармен Форте». В 1903 году записала около 40 восковых цилиндров со скрипичными миниатюрами для компании Pathé.
Концертировала в Париже и других городах Франции преимущественно с камерным репертуаром, как солистка и ансамблистка. Первая исполнительница струнного трио Жана Краса (1927, с альтистом Пьером Брюном и виолончелистом Луи Фурнье), композитор посвятил пьесу первым исполнителям. Среди других посвящённых Форте сочинений — Ноктюрн для скрипки и фортепиано Рейнальдо Ана (1906) и сюита для скрипки с оркестром Жоржа Миго (1931).
В 1940-х гг. преподавала в Парижской консерватории, среди её учеников Мари-Клод Тёвени.